# 280er v. Chr.
Portal Geschichte | Portal Biografien | Aktuelle Ereignisse | Jahreskalender | Tagesartikel

◄ |
1. Jahrtausend v. Chr. |

◄ |
4. Jh. v. Chr. |
3. Jahrhundert v. Chr. |
2. Jh. v. Chr. |
►

◄ | 310er v. Chr. | 300er v. Chr. | 290er v. Chr. | 280er v. Chr. |
270er v. Chr. |
260er v. Chr. |
250er v. Chr. |
►

289 v. Chr. |
288 v. Chr. |
287 v. Chr. |
286 v. Chr. |
285 v. Chr. |
284 v. Chr. |
283 v. Chr. |
282 v. Chr. |
281 v. Chr. |
280 v. Chr.

## Ereignisse
- 280 v. Chr.: Der Achaiische Bund wird gegründet.
- 280 v. Chr.: Entstehung des Pudgalavada.
- um 280 v. Chr.: Sostratos von Knidos baut den Leuchtturm von Pharos.

## Wissenschaft
- 280 v. Chr.: Ptolemaios II. gründet das Museion zu Alexandria.
- 288 v. Chr.: Ptolemaios I. gründet die Bibliothek von Alexandria.